# Bundesanstalt für Wasserbau
Die Bundesanstalt für Wasserbau (BAW) ist eine zentrale technisch-wissenschaftliche Bundesoberbehörde zur Unterstützung des Bundesministeriums für Digitales und Verkehr (BMDV). Sie ist der zentrale Dienstleister für die Beratung und Unterstützung des Ministeriums und der Wasserstraßen- und Schifffahrtsverwaltung des Bundes (WSV) im Rahmen ihrer verkehrswasserbaulichen Aufgaben.
Die BAW ist Trägerin des Infozentrums Wasserbau (IZW). Daneben ist bei der BAW die Geschäftsstelle des Kuratoriums für Forschung im Küsteningenieurwesen (KFKI) angesiedelt.

## Aufgaben
Die BAW ist eine nicht rechtsfähige Anstalt des öffentlichen Rechts und als Bundesoberbehörde im Geschäftsbereich des BMDV angesiedelt.
Kernaufgabe der BAW ist die Beratung der Wasserstraßen- und Schifffahrtsverwaltung des Bundes in allen wasserbaulichen Fragen, insbesondere die Begutachtung von verkehrswasserbaulichen Anlagen und Einrichtungen der Wasserstraßeninfrastruktur. Die BAW betreibt angewandte, praxisorientierte Forschung und Entwicklung auf den Gebieten der Bautechnik, der Geotechnik, und des Wasserbaus. Die BAW ist Mitglied der Arbeitsgemeinschaft der Ressortforschungseinrichtungen. Der Wissenschaftsrat hat in der im Jahr 2023 erfolgten Evaluierung die sehr gute Qualität ihrer Forschungsleistungen anerkannt und hebt den großen Wert ihrer Transferleistungen für Politik und Baupraxis hervor.
Die BAW ist maßgeblicher Gutachter der Wasserstraßen- und Schifffahrtsverwaltung des Bundes für alle großen Ausbau- und Anpassungsvorhaben an den Bundeswasserstraßen.
Die BAW beschäftigt sich intensiv mit der Gewährleistung der Bauwerkssicherheit und der Optimierung des Bauwerksmanagements für die Bauwerke an den Bundeswasserstraßen. Zu weiteren bedeutsamen Handlungsfeldern haben sich die Entwicklung umweltorientier Lösungen für den Verkehrswasserbau und die Bearbeitung von Digitalisierungsfragen für Planung, Bau- und Betrieb der Wasserstraßeninfrastruktur entwickelt.
Die BAW hat aus ihrer Forschung eine Vielzahl von Innovationen an den Bundeswasserstraßen etabliert. Beispiele sind:
- Die Nutzung von Schiffführungssimulationen für Trassierung von Fahrrinnen
- Die Weiterentwicklung von mehrdimensionalen numerischen Modellen für die Prognose von Auswirkungen wasserbaulicher Maßnahmen
- Die Etablierung der Schlauchwehrtechnologie für die Bundeswasserstraßen.

Zu den Aufgaben der BAW gehört auch die Mitwirkung an der Aktualisierung und Weiterentwicklung von Normen für den Bau, die Unterhaltung und den Betrieb von Wasserstraßen. Der Schwerpunkt der Normungsarbeit liegt bei den Regelwerken, deren Anwendung sich auf den Verkehrswasserbau konzentriert.

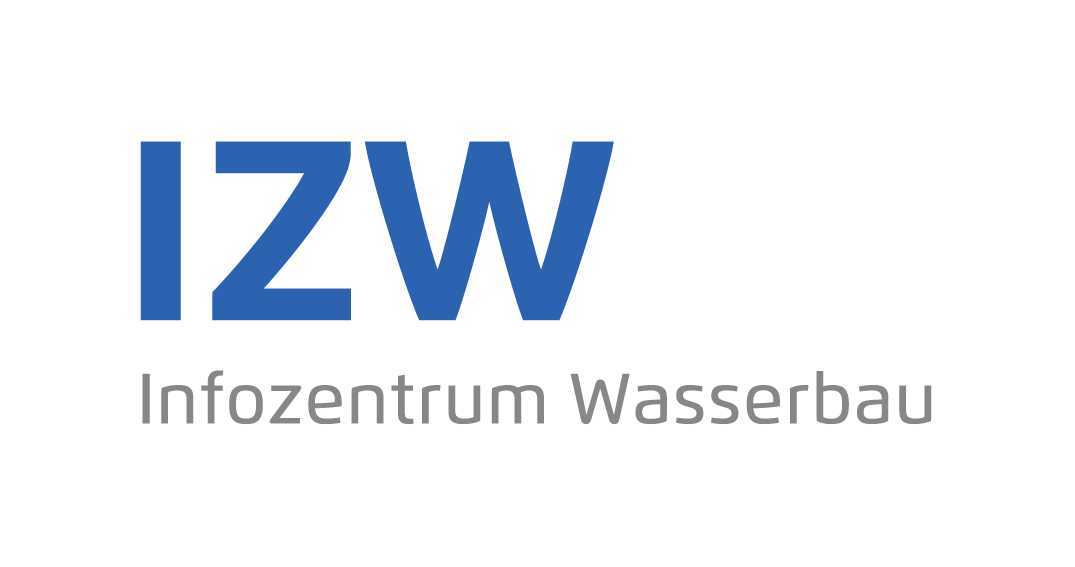
IZW Logo

Das bei der BAW angesiedelte Infozentrum Wasserbau (IZW) und das Kuratorium für Forschung im Küsteningenieurwesen (KFKI) bieten ein großes Angebot an frei zugänglichen Fachinformationen. Die BAW stellt im historischen Bildarchiv der Bundeswasserstraßen digitalisiertes Bildmaterial zur Geschichte der Wasserstraßen öffentlich zur Verfügung. Die BAW ist Unterzeichnerin der Berliner Erklärung über den offenen Zugang zu wissenschaftlichem Wissen vom 22. Oktober 2003.
Die BAW veröffentlicht das Technische Regelwerk Wasserstraßen (TR-W). Dieses ist die Zusammenstellung der für die Bundeswasserstraßen maßgebenden Technischen Regeln im Verkehrswasserbau und in den damit zusammenhängenden Aufgabenbereichen.
In ihren öffentlichem zugänglichen Wiki-System stellt die BAW unter anderem ein umfangreiches Fachglossar für den Wasserbau zur Verfügung. Die BAW ist Betreiberin des Hydraulic Engineering Repository (HENRY). HENRY ist ein Fachrepositorium für wissenschaftliche Publikationen aus dem Fachbereich Wasserbau.

## Standorte und Struktur

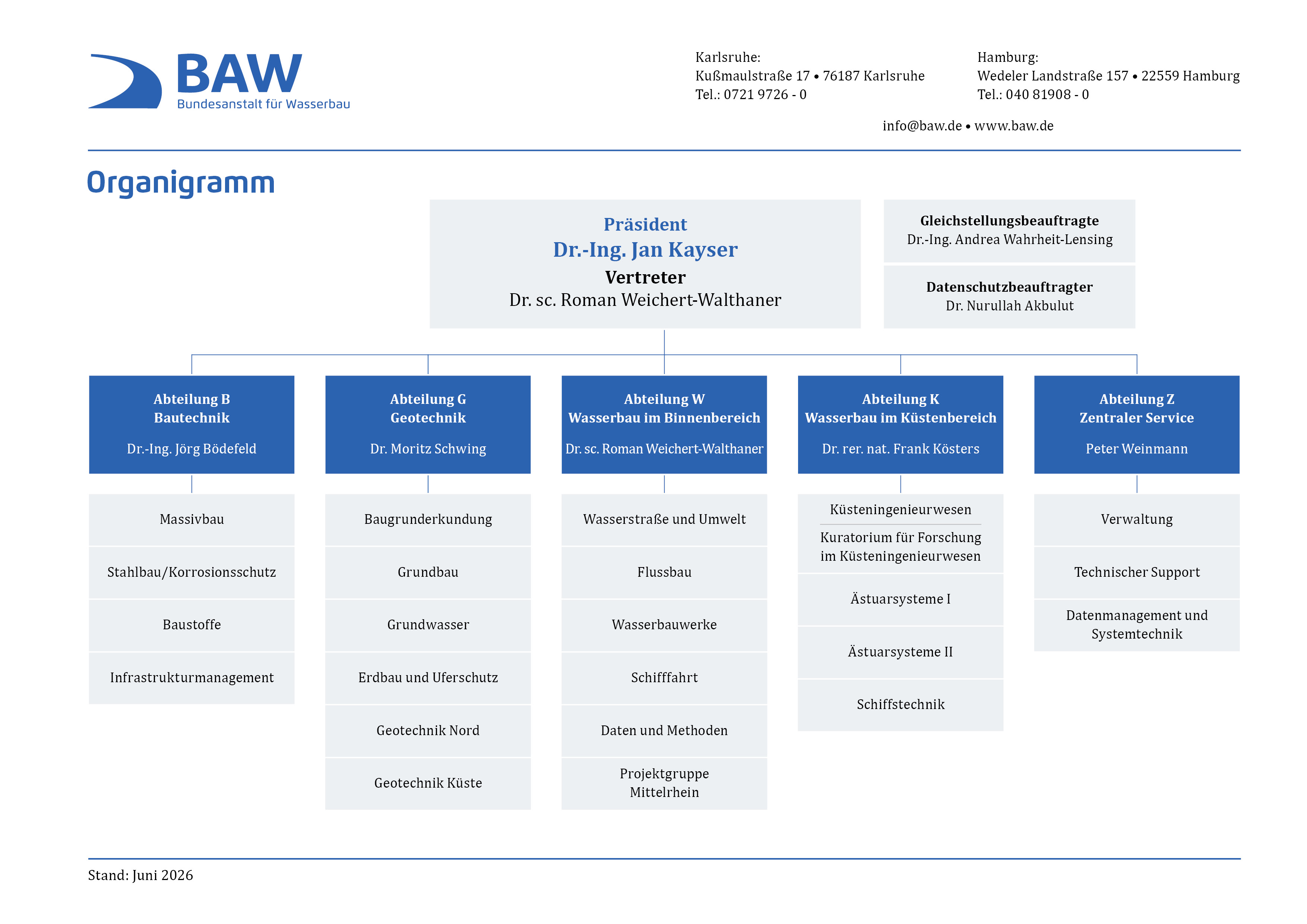
BAW Organigramm April 2025

Neben ihrem Hauptsitz in der Karlsruher Nordweststadt verfügt die Bundesanstalt über einen Standort in Hamburg-Rissen. An beiden Standorten befinden sich umfangreiche Versuchs- und Laboreinrichtungen. Die Bundesanstalt ist in vier Fachabteilungen (Wasserbau im Binnenbereich, Wasserbau im Küstenbereich, Bautechnik, Geotechnik) und eine Verwaltungsabteilung gegliedert.

## Geschichte
Das Ende des Zweiten Weltkrieges und die besondere Situation Berlins bedeuteten das Ende der Preußischen Versuchsanstalt für Wasser-, Erd- und Schiffbau. Beim Wiederaufbau und der Neuordnung der Wasserbauverwaltung in den westlichen Besatzungsgebieten wurde als geeigneter Standort Karlsruhe ausgewählt. Den Ausschlag für die Standortwahl gab die räumliche und fachliche Nähe zur damaligen Technischen Hochschule Karlsruhe. Der erste Leiter der BAW, Heinrich Wittmann, war in Personalunion gleichzeitig Leiter des Theodor-Rehbock-Instituts der Universität.
Die Bundesanstalt für Wasserbau entstand 1948 als fachliches Nachfolgeinstitut der 1903 in Berlin gegründeten Preußischen Versuchsanstalt für Wasser-, Erd- und Schiffbau. Am 3. Oktober 1990 erfolgte die Zusammenführung der Forschungsanstalt für Schiffahrt, Wasser- und Grundbau (FAS) der DDR mit der BAW.
Der BAW wurden technisch-wissenschaftliche Aufgaben aus allen Bereichen des Verkehrswasserbaus zugeordnet, soweit die Bundeswasserstraßen betroffen waren. Ende der 1960er-Jahre wurde das Aufgabenspektrum der BAW um die elektronische Datenverarbeitung erweitert. Die Behörde wurde 1969 zum Rechenzentrum der Wasser- und Schifffahrtsverwaltung bestimmt.
Zudem wurden der BAW die Aufgaben des Spezialschiffbaus für die Wasser- und Schifffahrtsverwaltung zugewiesen. Die Bundesanstalt betreut auch die Bauplanung von Spezialschiffen für andere Bundesbehörden im nichtmilitärischen Bereich. Zuletzt war die BAW am Bau des Vermessungs- und Forschungsschiffs Atair beteiligt. Die in der BAW angesiedelten Aufgaben der Informations- und Kommunikationstechnik wurden zum 1. Januar 2012 in die Bundesanstalt für IT-Dienstleistungen überführt. Diese wiederum ging zum 1. Januar 2016 im Informationstechnikzentrum Bund auf.
Ursprung der BAW
| 1903                       | Am 7. Juli 1903 wird in Berlin die „Königliche Versuchsanstalt für Wasserbau und Schiffbau“ gegründet. |
| 1913                       | Erweiterung um die Abteilung „Erdbau“. |
| nach dem Zweiten Weltkrieg | Bei Wiederaufbau und Neuordnung der Wasserbauverwaltung in den westlichen Besatzungsgebieten wurde das Bedürfnis nach einer geeigneten Versuchsanstalt laut. Auf dem Gelände der damaligen Technischen Hochschule Karlsruhe gab es noch eine unversehrt gebliebene Versuchshalle sowie eine weitere auf dem Gelände der ehemaligen „Telegraphenkaserne“. Die räumliche und fachliche Verbindung zum traditionsreichen Theodor-Rehbock-Institut waren die Wurzeln für die Gründung einer Versuchsanstalt in Karlsruhe. |

Ursprung der Dienststelle Hamburg
| 1934          | Gründung der Bodenprüfstelle der Obersten Bauleitung der Reichsautobahnen in Hamburg-Altona. |
| 1938          | Gründung der Bodenprüfstelle des Brückenbauamtes Hamburg. |
| nach Mai 1945 | Die beiden Bodenprüfstellen werden unter der Bezeichnung „Erdbauinstitut des Straßenzentralamtes und Erdbauinstitut Prof. Dr. Loos“ zusammengefasst. |
| 1950          | Mit Erlass vom 12. November 1949 Eingliederung der Modellversuchsanlage in Wedel in die BAW als Außenstelle der Abteilung Wasserbau zum 1. April 1950. Ende 1950 Zuweisung des Namens „Außenstelle Seebau“. |
| 1953          | Übernahme der beiden Erdbauinstitute in Hamburg durch die Bundesanstalt für Straßenwesen als Abteilung Baugrund und Verlegung nach Köln. Da weiterhin Aufgaben im Erd- und Grundbau des Küstengebiets anfielen, wurde am 1. Oktober 1953 eine Außenstelle der BAW mit Sitz in Hamburg eingerichtet mit der Bezeichnung „Außenstelle Hamburg der Bundesanstalt für Wasserbau – Abteilung Erd- und Grundbau“. |

Die BAW
| 1948 | Gründung der BAW Mit dem Erlass der Verwaltung des Vereinigten Wirtschaftsgebietes vom 7. Dezember 1948 wurde das fachliche Nachfolgeinstitut der 1903 gegründeten Königlichen Versuchsanstalt für Wasser-, Erd- und Schiffbau, Berlin, in Karlsruhe mit dem Namen „Versuchsanstalt für Wasser-, Erd- und Grundbau“ errichtet. |
| 1951 | Nach Gründung der Bundesrepublik Deutschland neue Bezeichnung: „Bundesanstalt für Wasser-, Erd- und Grundbau“. |
| 1953 | Vergabe der bis heute gültigen Bezeichnung „Bundesanstalt für Wasserbau (BAW)“. |
| 1962 | Zusammenfassung der bisher der BAW unmittelbar unterstellten Außenstellen in Hamburg unter eine gemeinsame örtliche Leitung in Hamburg als Außenstelle der BAW mit der Bezeichnung „Bundesanstalt für Wasserbau – Außenstelle Küste – Hamburg“. |
| 1969 | Die BAW wird zum Rechenzentrum der Wasser- und Schiffahrtsverwaltung (WSV) bestimmt. |
| 1985 | Neuer Organisationserlass mit der Aufteilung in die Aufgaben Leitung der BAW, Bautechnik, Geotechnik, Wasserbau, Hydromechanik, Außenstelle Küste, Datenverarbeitungszentrale, Verwaltung. |
| 1990 | 3. Oktober: Wiederherstellung der deutschen Einheit. Auflösung der auf dem Gebiet der ehemaligen sowjetischen Besatzungszone und späteren DDR in Berlin und Potsdam tätigen, ebenfalls aus der Königlichen Versuchsanstalt für Wasserbau und Schiffbau hervorgegangenen Forschungsanstalt für Schiffahrt, Wasser- und Grundbau (FAS) und deren Überführung in die neue Außenstelle Berlin der Bundesanstalt für Wasserbau. |
| 1992 | 27. Mai: Beschluss der „Unabhängigen Föderalismuskommission“ von Bundestag und Bundesrat, 16 Bundesbehörden in die neuen Bundesländer zu verlagern, darunter die Außenstelle Berlin der BAW nach Thüringen. Die Wahl fiel auf den Ort Ilmenau. |
| 1994 | 1. Juli: Eingliederung der Zentralstelle für Schiffs- und Maschinentechnik in die BAW als Abteilung Maschinenwesen mit den Referaten Wasserfahrzeuge (Hamburg) und Landanlagen (Berlin). |
| 1998 | 24. Juni: Nach einer Untersuchung der Kienbaum Unternehmensberatung Umstrukturierung der BAW durch Organisationserlass unter anderem mit folgenden Maßnahmen: Das ehemalige Hochbaubüro der WSV (Hannover) wird der Abteilung Bautechnik der BAW zugeordnet. Die Abteilung Maschinenwesen wird aufgelöst; das Referat Wasserfahrzeuge wird der Außenstelle Küste der BAW zugeordnet; das Referat Landanlagen wird als Referat Anlagentechnik der Abteilung Bautechnik zugeordnet mit Sitz in der Außenstelle Berlin. |
| 1999 | 15. November: Eröffnung der neuen Dienststelle Ilmenau mit den Bereichen Informations- und Kommunikationstechnik, Bauwerkserhaltung, Baugrunddynamik und Zentraler Service. |
| 2000 | 15. Juli: Einrichtung MaAGIE-Fachzentrum bei der BAW, Dienststelle Ilmenau, Abteilung Informations- und Kommunikationstechnik (MaAGIE = Modernisierung administrativer Aufgaben durch Geschäftsprozessoptimierung und IT-Einsatz). 2. November: Umbenennung der Abteilung Informations- und Kommunikationstechnik in „Fachstelle der WSV für Informationstechnik“ in der Bundesanstalt für Wasserbau. Die Außenstelle Berlin wird aufgelöst. Die BAW umfasst jetzt den Standort Karlsruhe sowie die Dienststellen in Hamburg und Ilmenau. Das Referat Anlagentechnik wird aus der BAW herausgelöst und zur Fachstelle für Verkehrstechniken in Koblenz verlagert. |
| 2007 | 8. Dezember: Umbenennung der „Fachstelle der WSV für Informationstechnik“ in „Dienstleistungszentrum Informationstechnik im Geschäftsbereich des BMVBS“. |
| 2012 | 1. Januar: Organisatorische und rechtliche Verselbstständigung des „Dienstleistungszentrum Informationstechnik im Geschäftsbereich des BMVBS“. Es ist damit nicht mehr Bestandteil der BAW. |

Leiter der BAW
| 1948 bis 1953  | Heinrich Wittmann     |
| 1953 bis 1964  | Peter Canisius        |
| 1964 bis 1968  | Franz Jambor          |
| 1968 bis 1979  | Horst Stadie          |
| 1979 bis 1983  | Heinz Graewe          |
| 1983 bis 1986  | Klaus Lohrberg        |
| 1986 bis 1999  | Hans-Gerhard Knieß    |
| 1999 bis 2005  | Hans-Heinrich Witte   |
| 2005 bis 2024  | Christoph Heinzelmann |
| seit 1.10.2024 | Jan Kayser            |

## Publikationen
Die BAW ist Herausgeberin von verschiedenen Periodika.
- Die BAW-Mitteilungen (Eigenschreibweise: BAWMitteilungen) sind das wissenschaftliche Fachjournal der BAW. Sie erscheinen zwei- bis dreimal jährlich und enthalten wissenschaftliche Originalbeiträge zu verkehrswasserbaulichen Themen.[20]
- Das dreimal jährlich erscheinende BAW-Aktuell (Eigenschreibweise: BAWAktuell) enthält Beiträge zu aktuellen verkehrswasserbaulichen Themen aus der Arbeit der BAW.[21]
- Der unregelmäßig erscheinende BAW-Brief (Eigenschreibweise: BAWBrief) richtet sich insbesondere an die Baupraxis und gibt praxisbezogene Hinweise und Empfehlungen.[22]
- Die BAW-Merkblätter und -Richtlinien sind von der BAW erstellte Regelwerke und Empfehlungen baulicher Maßnahmen in den Bundeswasserstraßen.
- In den BAW-Tagungsbänden werden die wissenschaftlichen Vorträge publiziert.[23]
- In der Reihe Forschung Xpress publiziert die BAW fortlaufende aktuelle Berichte zu Forschungs- und Entwicklungsprojekten.
- Daneben eine Vielzahl von Spezialpublikation insbesondere zu bearbeiteten Forschungsprojekten.